# 劉循
劉循（?—?），荊州江夏郡竟陵县人，东汉末期、三国蜀漢人物，劉璋之子，劉闡之兄。妻子是龐羲之女。
汉献帝建安十八年（213年），益州之战期间，劉璋派儿子劉循主持守卫雒城，和劉璝守卫雒城达一年，抵御刘备，期间刘备谋士庞统阵亡。雒城陷落，最終劉循和父亲一起归降劉備。劉循因其岳父龐羲之故留在成都担任奉車中郎将。後来荊州被孙吴占領，劉璋、劉闡父子投靠孙吴，劉循一直留在季汉。
小説《三国演义》描写刘备攻打益州，刘璋属下刘璝、张任、冷苞、邓贤率兵五万向雒城迎敌，后来劉循、吴懿、吴兰、雷銅作为二路援军同守雒城。城破，刘循开西门走脱，投成都去了。刘循后随父降。